# Bitwa pod Dur-Papsukkal
Bitwa pod Dur-Papsukkal – starcie zbrojne pomiędzy wojskami asyryjskiego króla Szamszi-Adada V (823–811 p.n.e.) i babilońskiego króla Marduk-balassu-iqbi (818–813 p.n.e.) do którego doszło w 814 r. p.n.e. pod miastem Dur-Papsukkal we wschodniej Babilonii.
Wzmianka o bitwie znajduje się w inskrypcji na steli Szamszi-Adada V z Kalchu. Zgodnie z nią babilońskie wojska Marduk-balassu-iqbi, wsparte posiłkami przysłanymi przez Chaldejczyków, Aramejczyków, Elamitów i mieszkańców krainy Namri, zatrzymały pochód asyryjskich wojsk Szamszi-Adada V pod miastem Dur-Papsukkal we wschodniej Babilonii. Według słów Szamszi-Adada V w bitwie która nastąpiła to on odnieść miał zdecydowane zwycięstwo:
„Walczyłem z nim (i) pokonałem go. Zarżnąłem 5000 (żołnierzy spośród) jego hord (i) 2000 (żołnierzy) pojmałem żywcem. Odebrałem mu 100 rydwanów, 200 jeźdźców, jego królewski namiot (i) jego obozowe łoże”
Pomimo zapewnień Szamszi-Adada V o zwycięstwie, konflikt pomiędzy oboma władcami pozostał nierozstrzygnięty. Dopiero w trakcie kampanii wojennej w następnym roku Szamszi-Adadowi V udało się rozbić wojska Marduk-balassu-iqbi, a jego samego pojmać.